# The Open Championship 1870
The Open Championship 1870 var en golfturnering afholdt af og i Prestwick Golf Club i Ayrshire, Skotland torsdag den 15. september 1870. Turneringen var den 11. udgave af The Open Championship, og den havde deltagelse af 17 spillere, 12 professionelle og fem amatører. Mesterskabet blev afviklet som en slagspilsturnering over tre runder på Prestwick Golf Clubs 12-hullersbane.
Titlen blev vundet af den 19-årige forsvarende mester, Tom Morris, Jr. fra St Andrews, tolv slag foran Bob Kirk og Davie Strath. Det var tredje gang i træk, at Young Tom Morris vandt mesterskabet, og dermed vandt han The Challenge Belt til ejendom. Efterfølgende vandt han yderligere en titel i 1872. Selv om Tom Morris, Jr. kun var 19 år, så var det sjette gang han deltog i mesterskabet.

## Resultater
| Plac. | Spillere            | Score (slag) | Score (slag) | Score (slag) | Score (slag) |
| Plac. | Spillere            | 1.runde      | 2.runde      | 3.runde      | Total        |
| ----- | ------------------- | ------------ | ------------ | ------------ | ------------ |
| 1.    | Tom Morris, Jr.     | 47           | 51           | 51           | 149          |
| 2.    | Bob Kirk            | 52           | 52           | 57           | 161          |
| 2.    | Davie Strath        | 54           | 49           | 58           | 161          |
| 4.    | Tom Morris, Sr.     | 56           | 52           | 54           | 162          |
| 5.    | William Doleman (a) | 57           | 54           | 58           | 169          |
| 6.    | Willie Park, Sr.    | 60           | 55           | 58           | 173          |
| 7.    | Jamie Anderson      | 59           | 57           | 58           | 174          |
| 8.    | John Allan          | 61           | 58           | 57           | 176          |
| 9.    | A. Doleman (a)      | 61           | 59           | 58           | 178          |
| 9.    | Charlie Hunter      | 58           | 56           | 64           | 178          |
| 11.   | Thomas Brown        | 66           | 55           | 59           | 180          |
| 12.   | James Miller (a)    | 66           | 63           | 54           | 183          |
| 13.   | T. Hunter (a)       | 62           | 63           | 60           | 185          |
| 14.   | F. Doleman (a)      | 65           | 64           | 60           | 189          |
| 15.   | W. Boyd             | 65           | 59           | 67           | 191          |
| 15.   | J. Hunter           | 62           | 65           | 64           | 191          |
| 17.   | William Dow         | 68           | 64           | 66           | 198          |